# Dignathodon pachypus
Dignathodon pachypus är en mångfotingart som beskrevs av Karl Wilhelm Verhoeff 1943. Dignathodon pachypus ingår i släktet Dignathodon och familjen Dignathodontidae.
Artens utbredningsområde är:
- Cypern.
- Israel.

Inga underarter finns listade i Catalogue of Life.